# Maximilian Njegovan
 (avril 2020).
Si vous disposez d'ouvrages ou d'articles de référence ou si vous connaissez des sites web de qualité traitant du thème abordé ici, merci de compléter l'article en donnant les références utiles à sa vérifiabilité et en les liant à la section « Notes et références ».
Maximilian Njegovan, né le 30 octobre 1858 à Agram dans l'empire d'Autriche et mort le 1er juillet 1930 à Zagreb en Yougoslavie, était un Grossadmiral austro-hongrois qui servit toute sa carrière dans la K.u.k. Kriegsmarine.